# Drygant

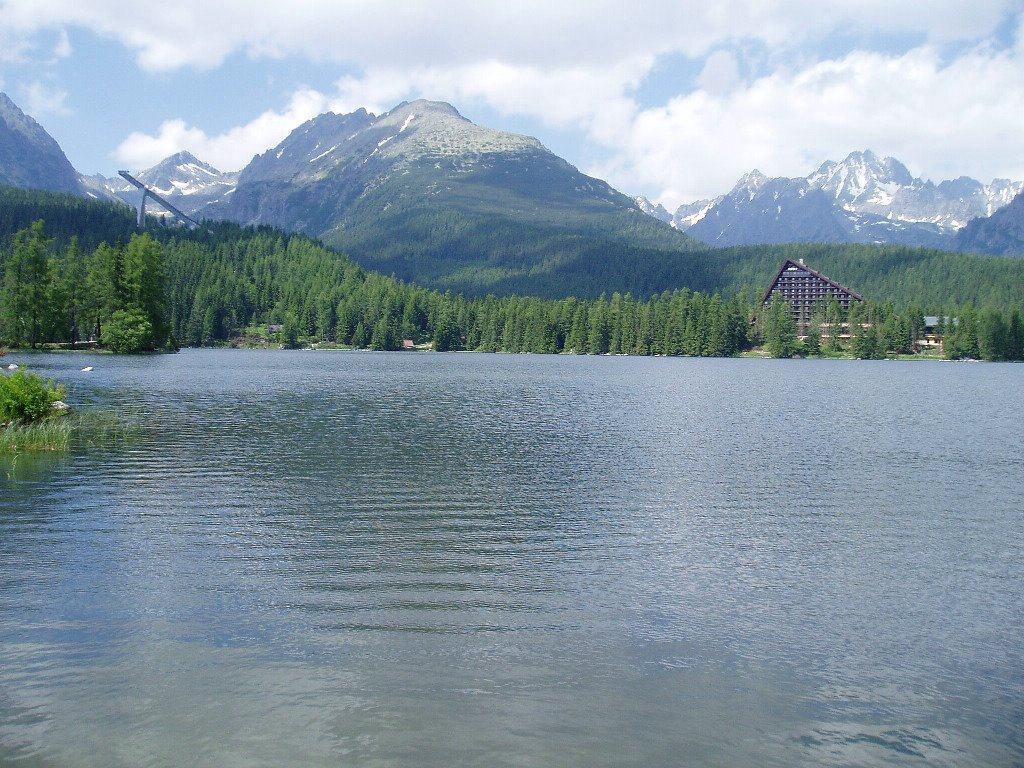
Drygant od strony Szczyrbskiego Jeziora (powyżej hotelu). W środku Grań Baszt

Drygant (słow. Drigant, niem. Basteirücken, węg. Bástya-hát, 1481 m), błędnie nazywany czasami Trzyganiem (Trigant) – długi i zalesiony grzbiet kończący od południowej strony Grań Baszt w słowackich Tatrach. Ciągnie się od południowych stoków Skrajnej Baszty do Szczyrbskiego Jeziora; jego południowy koniec okrąża Droga Wolności i kolejka elektryczna. Grzbiet Dryganta wraz z Granią Baszt oddzielają Dolinę Mięguszowiecką od Doliny Młynickiej.
Drygant jest potężnym wałem moreny środkowej usypanym przez lodowce niegdyś wypełniające Dolinę Młynicką i Mięguszowiecką. Na wysokości 1481 m jego grzbiet tworzy rozległą, płaską rówień porośniętą moczarowatym lasem. To tutaj geodeci ustawili swój znak pomiarowy, dla którego podana jest wysokość i położenie Dryganta.
Nazwa pochodzi od słowa drygant oznaczającego w ludowej słowackiej gwarze dużego konia, grzbiet Dryganta przypomina bowiem grzbiet konia. Zachodnimi stokami Dryganta poprowadzono w 1935 r. szlak turystyczny (odcinek Magistrali Tatrzańskiej) od Szczyrbskiego Jeziora do Popradzkiego Stawu. Prowadzi on wysoko ponad dnem Doliny Mięguszowieckiej, trzymając się mniej więcej wysokości 1500 m n.p.m. Z jego odcinka bliższego Popradzkiemu Stawu rozległe widoki na Dolinę Mięguszowiecką, potężny masyw Wysokiej i Tępej, kamieniste pustkowie Doliny Złomisk i poryte żlebami ściany Osterwy.

## Szlaki turystyczne
– czerwony szlak od Szczyrbskiego Jeziora do Popradzkiego Stawu. Czas przejścia: 1:15 h, ↓ 1:05 h.